# Ghetto (Venetië)

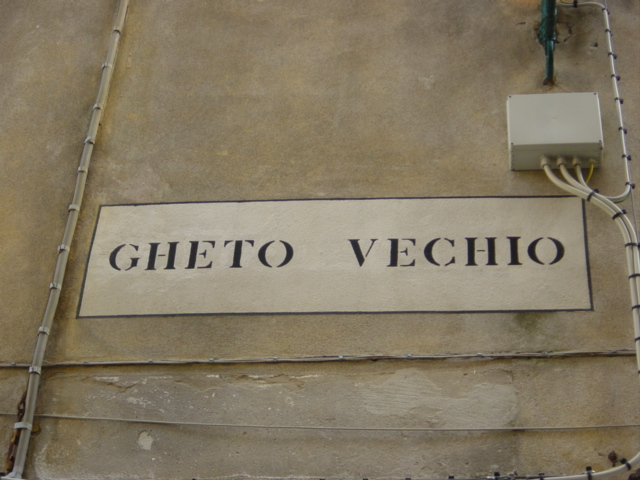
Gheto Vechio – straatnaambordje in juli 2005

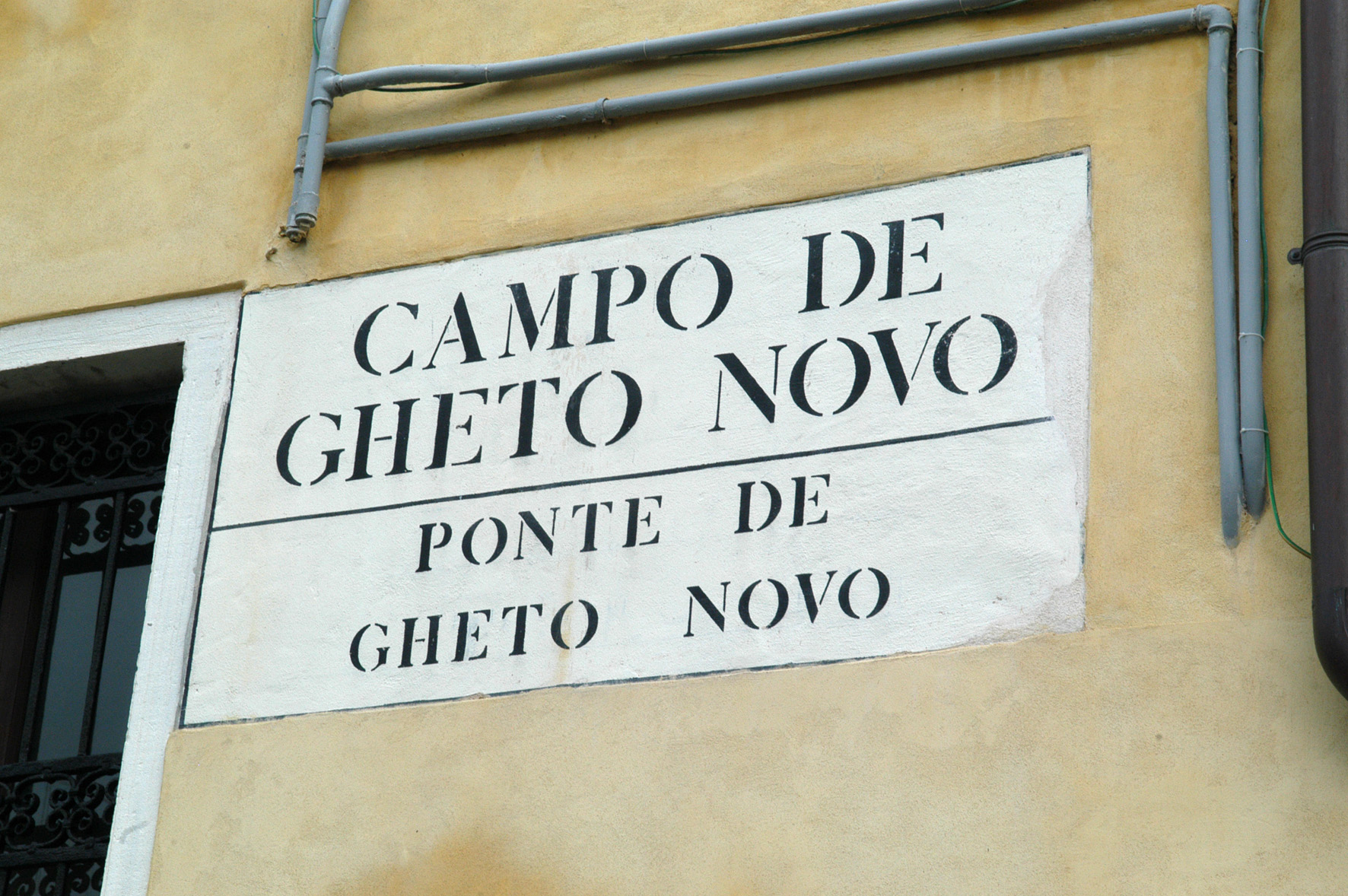
Campo de Gheto Novo – straatnaambordje in oktober 2005

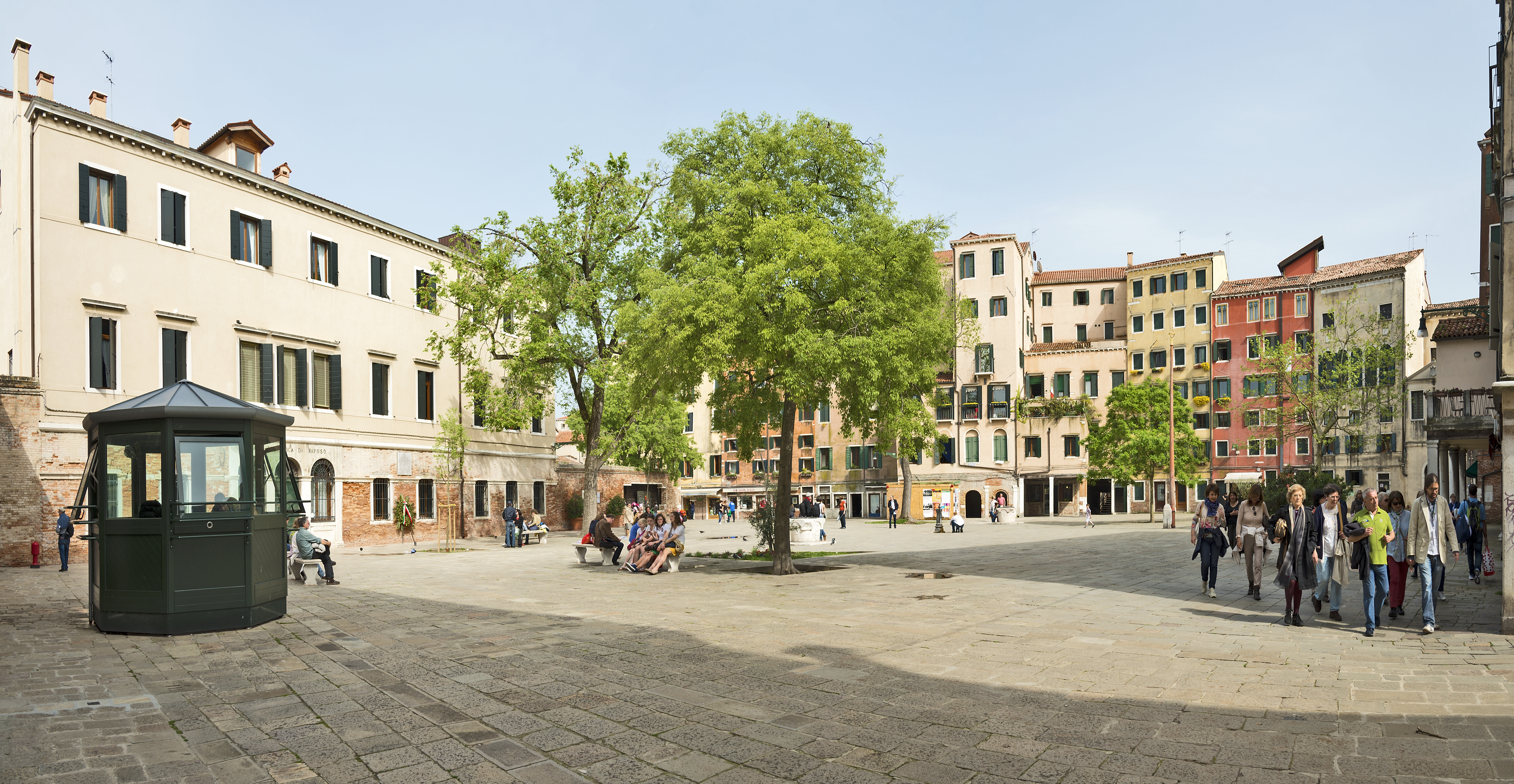
Het voornaamste campo ofwel plein in het getto in 2013

Het Ghetto van Venetië is de Joodse wijk in het noordelijke stadsdeel Cannaregio. Ten tijde van de Venetiaanse Republiek, die heeft bestaan van de 9e tot het eind van de 18e eeuw, was vastgelegd dat Joden in die wijk mochten wonen. Het Venetiaanse Ghetto gaf zijn naam aan andere getto's in de wereld.
Vanaf de 14e eeuw stonden de Venetianen aanmerkelijk toleranter tegenover de Joden dan in de omringende landen het geval was, hoewel het antisemitisme er geenszins onbekend was, zoals Shylock ondervond in Shakespeares tragikomedie The Merchant of Venice uit circa 1597. Terwijl zij elders werden vervolgd, bouwden velen in Venetië een bestaan op als geldschieter, lommerd, kleermaker of zelfs dokter. In 1509 kwam er echter een grote toestroom van Sefardische Joden op gang, die uit Spanje werden verjaagd. Senator en stadshistoricus Marino Sanuto de Jongere speelde een belangrijke rol bij de oprichting van het eerste Joodse getto in Venetië. In een in 1515 gehouden toespraak, een jaar voor de opening van het getto, liet hij zich negatief uit over de Joden: zij zouden
misbruik maken van de situatie, doordat ze wisten dat hun hulp zeer hard nodig was tijdens de oorlogen die Venetië voerde. In 1516 werd bij wet bepaald dat Joden zich in Ghetto moesten vestigen. 

De buurt wordt omringd door water en is door slechts twee bruggen verbonden met de rest van de stad. Daar werden hekken opgetrokken en die gingen voortaan 's nachts dicht.
De wijk bestaat zelf uit drie delen, die worden aangeduid als oud, nieuw en nieuwst. De namen zijn echter enigszins verwarrend: het Gheto Novo is het oudste ghetto. In 1541 werd het Gheto Vechio toegevoegd en in 1633 het Ghetto Nuovissimo. De naam is afgeleid van het campo gheto, een gebied dat in de 14e en 15e eeuw werd gebruikt door ijzersmederijen voor het laten afkoelen van hun slakken, gheta in het Venetiaans, ghetta in het Italiaans, van glittu(m), glittus in het Latijn.
De grote bevolkingsdichtheid was een permanent probleem, er woonden op het hoogtepunt aan het eind van de 17e eeuw 5000 mensen op een gebied van 2 hectare. Het ghetto is het enige deel van de stad waar huizen van zes of meer verdiepingen hoog zijn gebouwd.
Napoleon veroverde de stad in 1797 en liet de hekken neerhalen. Venetiaanse Joden kregen echter pas volwaardig burgerschap in 1818. Gedurende de rest van de 19e eeuw daalde het inwonersaantal van Ghetto scherp en vervielen vele gebouwen tot een slechte staat.
Tijdens de Tweede Wereldoorlog werden er vanaf 1943 circa tweehonderd Joden uit Venetië en het ghetto gedeporteerd. Acht keerden er na de oorlog terug.
Tegenwoordig wonen er nog circa dertig Joden in de wijk, en diverse anderen. Er zijn vijf synagoges, waarvan er twee nog een religieuze functie vervullen, de andere drie doen dienst als museum. De oudste is de Scuola Grande Tedesca uit 1528. De Scola Levantina heeft een barokke gevel. Tevens zijn er een jesjiva school en een koosjer restaurant in de wijk gevestigd.
De zes traditionele sestieri of stadsdelen van Venetië zijn: Cannaregio, Castello, Dorsoduro, San Marco, San Polo en Santa Croce. Castello is het grootst maar Cannaregio heeft met 20.000 inwoners wel de grootste bevolking.